# Црква Светог цара Константина и Царице Јелене у Ивањици
Црква Светог цара Константина и Царице Јелене у Ивањици припада Епархији жичкој Српске православне цркве. Подигнута је добровољним прилозима народа у периоду од 1836. до 1838. године.
Црква посвећена Светим цару Константину и царици Јелени се налази у оквиру просторно културно-историјске целине од великог значаја Стара чаршија у Ивањици. Храм је живописао 1862. године, познати сликар тог доба, Димитрије Посниковић. Живопис и иконостас су у целини сачувани, а недавно је извршена и њихова рестаурација. 